# Iceage
Iceage est un groupe de rock danois, originaire de Copenhague. Le groupe joue une musique évoluant entre le punk rock, le post-punk, le noise rock et la no wave.

## Biographie

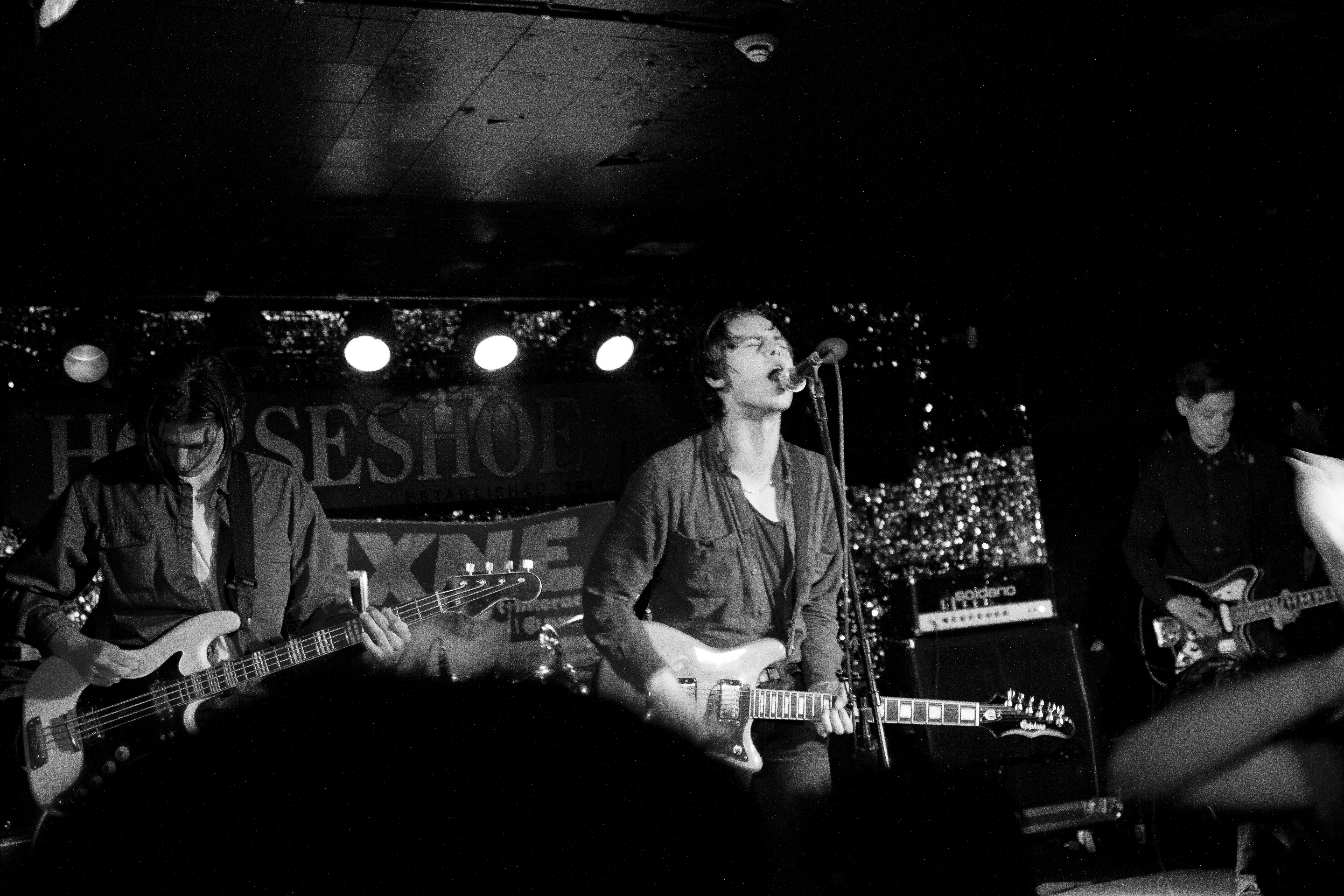
Iceage en concert à Toronto, au Canada, le 15 juin 2013.

Le groupe émerge en 2008 de la scène DIY de Copenhague. Le groupe est formé à l'origine d'un trio d'amis d'enfance composé du guitariste Johan Surrballe Wieth, du batteur Dan Kjær Nielsen, et du chanteur, guitariste Elias Bender Rønnenfelt, ils sont rejoints plus tard par le bassiste Jakob Tvilling Pless.
Ils enregistrent leur premier album en quatre jours. Celui-ci, intitulé New Brigade, sort en janvier 2011 au Danemark sur le label Escho, puis aux États-Unis via le label What's Your Rupture?? Il se distingue par son format resserré, il dure en effet 25 minutes et contient 12 pistes. L'album est bien accueilli par la critique, Rob Sheffield du magazine américain Rolling Stone le classe parmi les dix meilleurs de l'année 2011. À la suite de cela, le groupe effectue une tournée de près de deux mois aux États-Unis. Quelque temps plus tard et bien qu'il s'en défende le groupe se retrouve impliqué dans une polémique, certains les accusant de flirter avec l'imagerie d'extrême-droite,,.
En 2012, le groupe signe sur le label Matador Records. Il publie un deuxième album intitulé You're Nothing le 18 février 2013. En juillet 2014, le groupe dévoile un nouveau titre intitulé The Lord's Favorite et annonce une tournée nord-américaine qui débute en octobre. Ce single précède la sortie de Plowing Into the Field of Love le 6 octobre 2014

## Membres
- Elias Bender Rønnenfelt – chant, guitare[20]
- Johan Surrballe Wieth – guitare[20]
- Jakob Tvilling Pless – basse[20]
- Dan Kjær Nielsen – batterie[20]